# Audrey Dalton
Audrey Dalton (Dublino, 21 gennaio 1934) è un'attrice irlandese.

## Biografia
Fin dall'infanzia cominciò a recitare in teatro, dopodiché frequentò la Royal Academy of Dramatic Art, a Londra. All'inizio degli anni cinquanta fu scelta da un dirigente della Paramount per partecipare ad alcuni film drammatici come Mia cugina Rachele (1952), L'isola del piacere (1953) e Titanic (1953).
La Dalton apparve più tardi in Il mostro che sfidò il mondo (1957) e Mr. Sardonicus (1961), poi ampliò il suo successo come ospite di show televisivi negli anni sessanta. Si sposò una prima volta con il regista James H. Brown, dal quale ebbe quattro figli e da cui divorziò nel 1977. Nel 1979 si risposò con l'ingegnere Rod F. Simenz.

## Filmografia parziale

### Cinema
- Mia cugina Rachele (My Cousin Rachel), regia di Henry Koster (1952)
- L'isola del piacere (The Girls of Pleasure Island), regia di Alvin Ganzer e Frederick Hugh Herbert (1953)
- Titanic, regia di Jean Negulesco (1953)
- La grande notte di Casanova (Casanova's Big Night), regia di Norman Z. McLeod (1954)
- Rullo di tamburi (Drum Beat), regia di Delmer Daves (1954)
- Il figliuol prodigo (The Prodigal), regia di Richard Thorpe (1955)
- Confession, regia di Ken Hughes (1955)
- L'ultimo bazooka tuona (Hold Back the Night), regia di Allan Dwan (1956)
- Il mostro che sfidò il mondo (The Monster That Challenged the World), regia di Arnold Laven (1957)
- Thundering Jets, regia di Helmut Dantine (1958)
- Tavole separate (Separate Tables), regia di Delbert Mann (1958)
- This Other Eden, regia di Muriel Box (1959)
- L'uomo del Texas (Lone Texan), regia di Paul Landres (1959)
- Mr. Sardonicus, regia di William Castle (1961)
- La gatta con la frusta (Kitten with a Whip), regia di Douglas Heyes (1964)
- Dollari maledetti (The Bounty Killer), regia di Spencer Gordon Bennet (1965)

### Televisione
- The 20th Century-Fox Hour – serie TV, episodio 1x17 (1956)
- Men of Annapolis – serie TV, episodio 1x10 (1957)
- Man with a Camera – serie TV, episodio 1x09 (1958)
- Thriller – serie TV, episodi 1x10-1x20-2x20 (1960-1962)
- Lock-Up – serie TV, episodio 2x32 (1961)
- The Aquanauts – serie TV, episodio 1x15 (1961)
- Ispettore Dante (Dante) – serie TV, episodio 1x12 (1961)
- Michael Shayne – serie TV episodio 1x32 (1961)
- Scacco matto (Checkmate) – serie TV, episodio 2x09 (1961)
- The Investigators – serie TV, episodio 1x02 (1961)
- Whispering Smith – serie TV, episodio 1x13 (1961)
- Il magnifico King (National Velvet) – serie TV, episodio 1x31 (1961)
- Ripcord – serie TV, episodio 2x05 (1962)
- The Wide Country – serie TV, episodio 1x27 (1963)
- Dakota (The Dakotas) – serie TV, episodio 1x19 (1963)
- La legge del Far West (Temple Houston) – serie TV, episodio 1x10 (1963)
- La grande vallata (The Big Valley) – serie TV, episodio 1x09 (1965)
- Selvaggio west (The Wild Wild West) – serie TV, episodio 2x02 (1966)
- Agenzia U.N.C.L.E. (The Girl from U.N.C.L.E.) – serie TV, episodio 1x12 (1966)
- Tre nipoti e un maggiordomo (Family Affair) – serie TV, episodio 2x06 (1967)

## Doppiatrici italiane
- Fiorella Betti in Mia cugina Rachele, Rullo di tamburi, Il figliuol prodigo, Il mostro che sfidò il mondo, L'ultimo bazooka tuona
- Micaela Giustiniani in Titanic
- Maria Pia Di Meo in Tavole separate
- Annarosa Garatti in La grande notte di Casanova (ridoppiaggio)